# Nachal Hadas
Nachal Hadas (hebrejsky: נחל הדס) je vádí o délce cca 10 kilometrů v Izraeli, v aglomeraci Tel Avivu.
Začíná v pobřežní planině východně od města Kfar Saba, poblíž města Kalkílija. Směřuje pak rovinatým a hustě osídleným regionem se zbytky zemědělské krajiny k jihozápadu, okolo vesnic Neve Jamin a Elišama. Na jižním okraji města Hod ha-Šaron, nedaleko od vesnice Adanim, pak ústí do vádí Nachal Kana, které krátce poté vtéká do řeky Jarkon, jež jeho vody odvádí do Středozemního moře. Tok se dlouhodobě potýkal se znečištěním. Od roku 1996 pracuje poblíž jeho ústí čisticí stanice, která upravuje odpady z měst Kfar Saba a Hod ha-Šaron. Ještě v roce 2002 se ale kvalita vody v Nachal Hadas a Nachal Kana kritizovala.